# 扎西曲林日追
扎西曲林日追（藏語：བཀྲ་ཤིས་ཆོས་གལིང་རི་གྲོད་，威利转写：Bkra shis chos gling ri khrod），位于西藏自治区拉萨市城关区，是一座藏传佛教格鲁派寺院。

## 历史
藏语“扎西曲林”的字面意思是 “光荣的佛法之地”，或译“吉祥法林”。扎西曲林日追位于拉萨市北郊，邻近色拉寺，位于色拉寺西北面的山中，距离色拉寺约3公里。从色拉寺走到扎西曲林日追约需1小时。从扎西曲林日追所在的高山，可以望见几公里外的拉萨火车站。扎西曲林日追是色拉寺的属寺。
一位当代藏族作家称，根据口头传说，扎西曲林日追可能是7世纪时信仰佛教的吐蕃赞普松赞干布所建。一位当代历史学家则认为，扎西曲林日追是拉藏汗在冬季的几个月内，令其私人佛学院的僧人居住之处。不同历史资料指出，拉藏汗的佛学院的僧人，夏季在西藏北部集会，随后迁至拉萨正北之地过冬。看来扎西曲林日追便是这个过冬地点。
1705年，拉藏汗主政西藏后不久，发现色拉寺的经堂太小，无法容纳全寺僧人，便建议为色拉寺兴建一座新经堂，但条件是色拉寺将原有的经堂交给拉藏汗，拉藏汗利用旧经堂作为其私人佛学院的院址。拉藏汗同色拉寺僧人达成协议后，其上述建议得以实施。1717年，拉藏汗去世后，拉藏汗的佛学院成为色拉寺密宗学院，延续至今。
虽然拉藏汗的佛学院永远迁到了色拉寺，但看来他们并未放弃位于色拉寺西北面扎西曲林日追的旧冬季住所。当拉藏汗的佛学院变成色拉密宗学院后，扎西曲林日追的所有权也转移到色拉寺密宗学院。
20世纪初，帕绷喀仁波切在靠近扎西曲林日追的一些山洞内闭关静修。这使帕绷喀仁波切建立了与该地区的联系。稍后，当帕绷卡仁波切名望大增时，色拉寺密宗学院建议将扎西曲林日追送给他作为其私人静修之所。作为交换，帕绷喀仁波切同意正式进入色拉寺密宗学院，该行动为密宗学院带来了声誉。自那时起，帕绷喀仁波切在色拉寺拥有两个附属学院：密宗学院以及色拉寺佛教学院。据知情者称，自那时起，帕绷喀仁波切夏季住在扎西曲林日追，冬季住在色拉寺内的私人房间。
在帕绷喀仁波切的管理下，扎西曲林日追进行了大规模维修及扩建。或许也是由于帕绷喀仁波切的关系，供奉护法多杰雄登的殿堂规模很大，而且建在扎西曲林日追建筑群最高处。在此次建设工程中，帕绷喀仁波切经根敦群培介绍，找到了在哲蚌寺果莽扎仓学习的僧人画家安多强巴，为扎西曲林日追绘制了壁画。安多强巴绘制了释迦牟尼本生传，格鲁派祖师图，以及许多显宗画和密宗画。最后，安多强巴还专为帕绷喀仁波切画了一幅肖像画，这是安多强巴在拉萨画的第一幅人像画。
1959年骚乱之后，在色拉寺的所有属寺中，扎西曲林日追的命运最为糟糕。在超过30年的时间里，该寺被完全忽视，濒临完全毁灭。1990年代初，帕绷喀仁波切的一位学僧，开始修复扎西曲林日追。到21世纪初，两位高僧留在该寺管理，他们也获得达旦日追（Takten Hermitage）的尼姑的协助， 这些尼姑住在山上更高处。

## 建筑
扎西曲林日追建筑依山而建，分梯次。最底下的两个梯次分别是僧舍和主寺，如今仍存在，但规模比1959年之前缩小很多。上面的两个梯次：帕绷喀仁波切的私邸、多杰雄登殿， 目前均为废墟，尚未重建。
如今，寺院内的全部佛像都新制作的，只有该寺西北角佛坛上发现的胜乐金刚像是旧的。事实上，这尊胜乐金刚像原本可能不属于该寺。
该寺的主要佛坛上中央供奉着宗喀巴师徒三尊。在这三尊一层楼高的佛像左侧，是两尊较小的佛祖像；在宗喀巴像右侧是一些等身像，包括赤江仁波切、帕绷喀仁波切、至尊上师阿旺南卓（Jetsun Lama Ngawang Namdrol，该寺的兴建者）。在这些像的右侧，沿着寺院的东墙，是这3人的舍利塔。